# Родденбери, Сиборн
Сиборн Родденбери (англ. Seaborn Anderson Roddenbery; 12 января 1870, Декейтер, Джорджия, США — 25 сентября 1913, Томасвилл, Джорджия, США) — американский государственный деятель, член Палаты представителей Конгресса США от штата Джорджия (1910—1913).

## Биография
Родился в семье доктора Сиборна Андерсона Родденбери и Марты Америки Брасвелл Родденбери. Отец был врачом, потом переключился на бизнес по изготовлению сиропов, создал собственную компанию W.B. Roddenbery Company.
Сиборн Родденбери учился в государственных школах, затем — в течение трех лет в Университете Мерсера, был вынужден оставить учебы из-за финансовых трудностей. Преподавал языки и математику в колледже Южной Джорджии. После изучения права и приема в адвокатуру в 1894 г. начал работать по своей новой профессии. Одновременно начал политическую карьеру в качестве члена Демократической партии.
В 1895—1898 гг. — президент Совета по образованию округа Томас, штат Джорджия, в 1897—1901 гг. — судья округа Томас.
С 1903 по 1904 г. — мэр Томасвилла.
С 1910 г. до конца жизни — член Палаты представителей от 2-го избирательного округа штата Джорджия. Выступал категорическим противником повышения пенсий ветеранам Гражданской войны. Являлся убежденным расистом и сторонником расовой сегрегации. Предлагал внести в Конституцию положение о запрете межрасовых браков. В частности, он заявлял: 

«Смешанные браки между белыми и черными отвратительны и противоречат всем настроениям чистого американского духа. Они отвратительны и противоестественны. Они подрывают социальный мир. Они разрушают моральное превосходство, и в конечном итоге это рабство черных зверей приведет эту нацию к гибели, это — фатальный конфликт» — 
. 
Под его влиянием в 1913 г. в половине из двадцати штатов, где такого документа не было, были введены законопроекты о борьбе с смешанными браками.
Был женат на Джонни Батлер, в браке родилось пятеро детей.